# Monumento naturale Bodrio della Cascina Margherita
Il monumento naturale Bodrio della Cascina Margherita è una piccola area naturalistica che ha lo scopo di proteggere l'area circostante l'omonimo bodrio. Si trova a San Daniele Po, in provincia di Cremona.

## Caratteristiche ambientali
L'area è pressappoco circolare, caratterizzata da vegetazione igrofila ridotta e composta principalmente da canne e tife.
La vegetazione galleggiante è più sviluppata e composta da nannuferi e ninfee.
L'ittiofauna è presente con specie di introduzione come le carpe e i pesci gatto. L'area rappresenta un habitat ideale per gli aironi.